# Димура Євген Антонович
Євген Антонович Димура (? — ?) — український радянський діяч, новатор виробництва, старший оператор рейкобалкового цеху Ждановського металургійного заводу «Азовсталь» імені Серго Орджонікідзе Донецької області. Депутат Верховної Ради УРСР 8-го скликання.

## Біографія
На 1960-і — 1970-ті роки — старший оператор рейкобалкового цеху Ждановського металургійного заводу «Азовсталь» імені Серго Орджонікідзе Донецької області.

## Нагороди
- ордени
- медалі